# Pont de Segré
Pour les articles homonymes, voir Segre.
Le Pont de Segré est un pont en treillis situé à Angers sur la Maine. Ancien pont ferroviaire, il est aménagé depuis 2020 pour la circulation des piétons et des cyclistes.

## Galerie

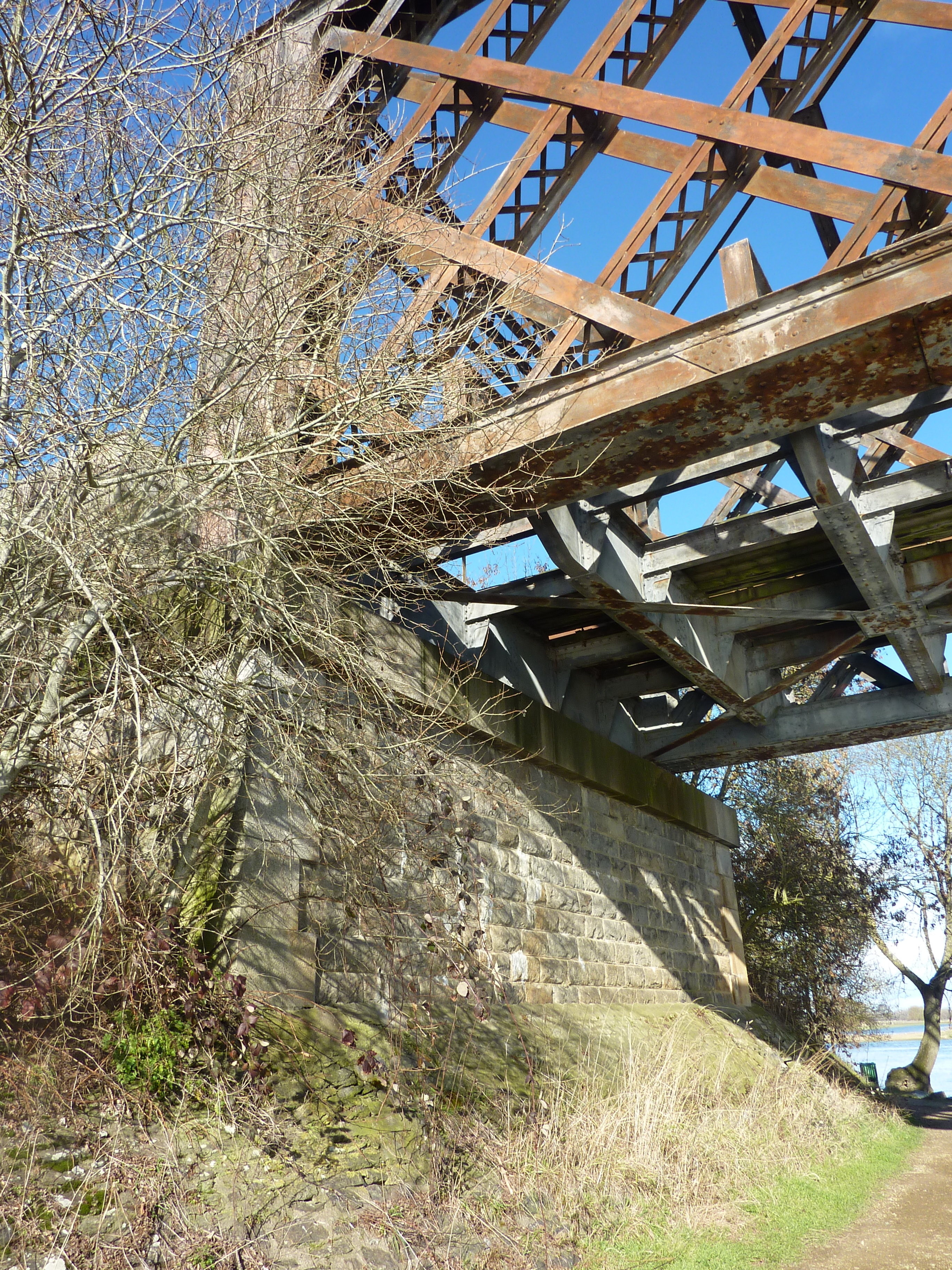
Culée ouest
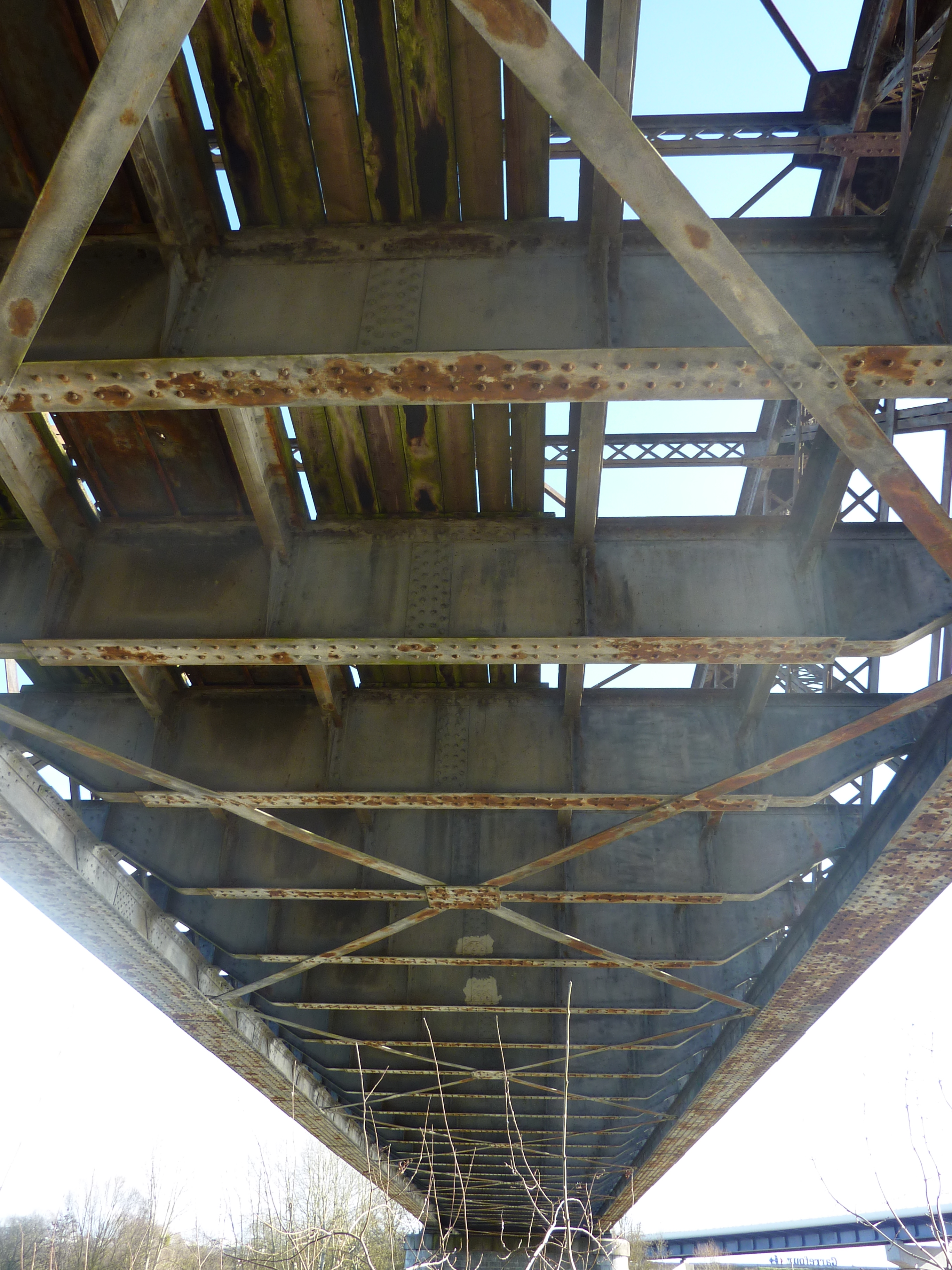
Dessous du tablier
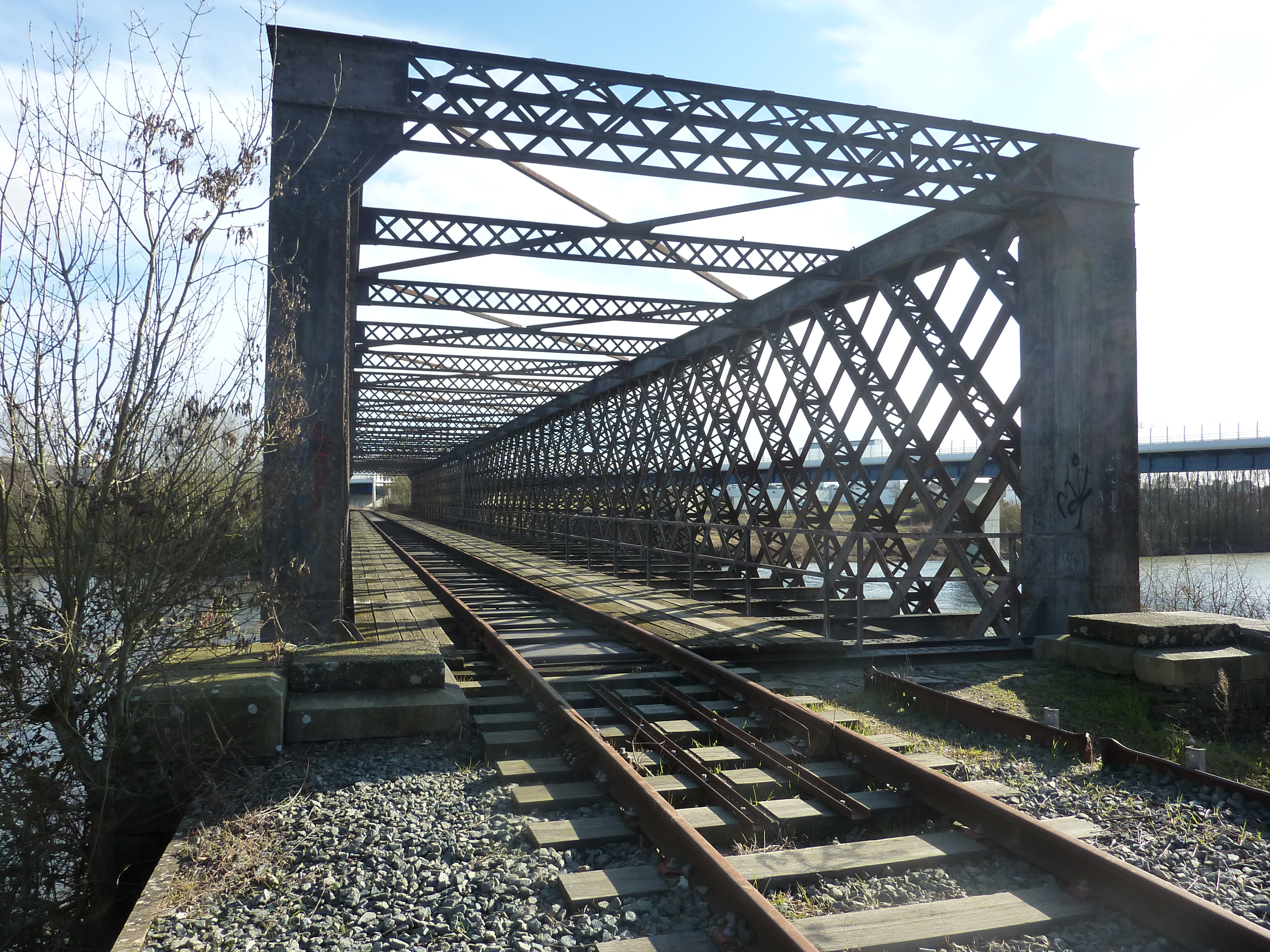
Entrée du pont côté ouest
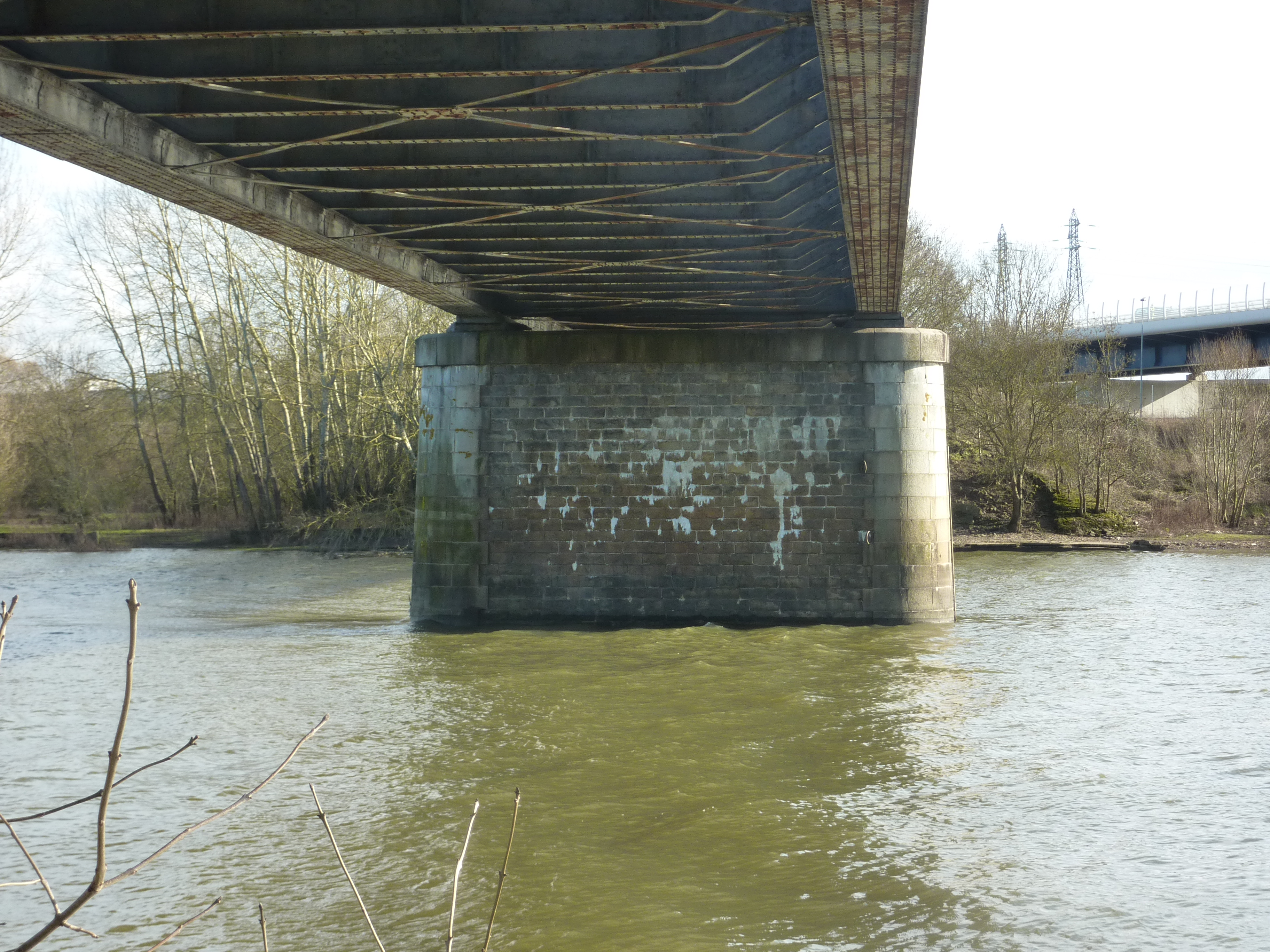
Pile centrale en Maine

## Sources
1. ↑  « Boucles vertes : le pont de Segré est désormais accessible aux marcheurs et aux cyclistes », sur presse.angers.fr (consulté le 13 mars 2021)